# Igreja da Imaculada Conceição Bobonaro

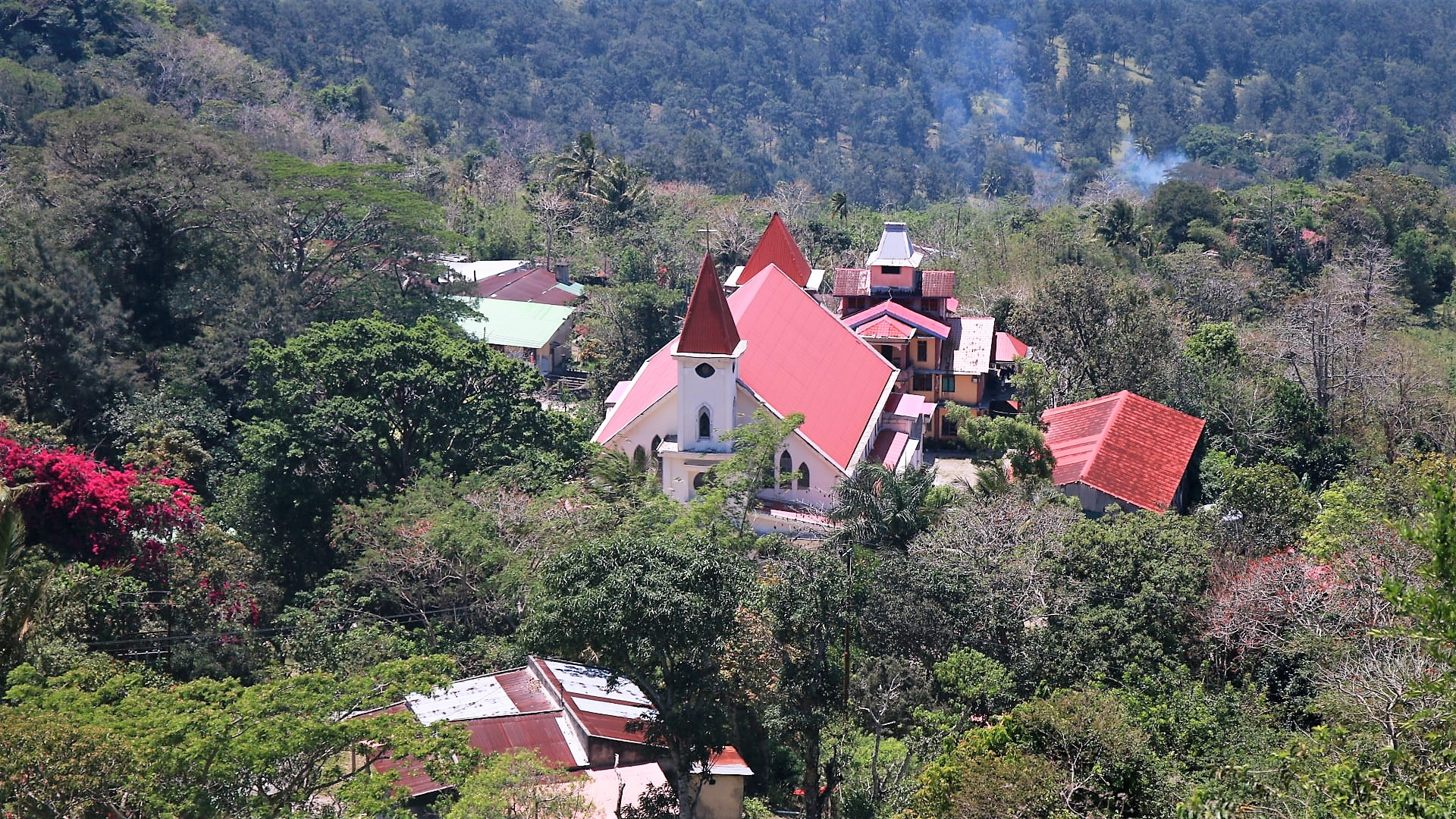
Die Kirche (2022)

Die Igreja da Imaculada Conceição Bobonaro (deutsch Kirche der Unbefleckten Empfängnis Bobonaro) ist die römisch-katholische Pfarrkirche der osttimoresischen Pfarrei in Bobonaro. Sie liegt im Ort an der Nordgrenze des Sucos Bobonaro (Verwaltungsamt Bobonaro, Gemeinde Bobonaro). Die Kirche gehört zum Bistum Maliana.
Die Kirche wurde am 22. September 2019 von Bischof Norberto do Amaral, in Anwesenheit von Premierminister Taur Matan Ruak eingeweiht. Die Kirche ersetzte nach vier Jahren Bauzeit den über 70 Jahre alten Kirchenbau. der zuvor an dieser Stelle stand. Die Gesamtkosten für den Neubau lagen bei 700.000 US-Dollar.
Die Kirche hat eine Länge von 30 Metern und einer Breite von 22 Metern.